# Sieghartsreith
Sieghartsreith ist eine Ortschaft und eine Katastralgemeinde der Stadtgemeinde Geras im Bezirk Horn im niederösterreichischen Waldviertel mit 80 Einwohnern (Stand 1. Jänner 2024).

## Geografie
Das im Westen des Gemeindegebietes gelegene Dorf wird vom Piegerbach entwässert, der westlich oberhalb des Ortes entspringt und durch den Ort abfließt. Im Ort kreuzen die Landesstraßen L1186 und L1189. Im Nordwesten liegt der Sasswald, ein mittelgroßes Waldgebiet, der mit dem Thumeritzer Sasswald eine eigene Katastralgemeinde bildet. Diese zählt zur Ortschaft Sieghartsreith und somit auch das darin befindliche Jagdhaus Ernestreith. Am 1. April 2020 umfasste die Ortschaft 43 Adressen.

## Geschichte
Die Einwohnerschaft bestand überwiegend aus Waldbauern, die gering bestiftet waren, weshalb der Ackerbau keinerlei Bedeutung hatte; nur Korn, Hafer, Erdäpfel und etwas Weizen wurden geerntet, beschrieb Schweickhardt den Ort im 19. Jahrhundert.
Im Jahr 1822 wurde der Ort als Dorf mit 29 Häusern genannt, das nach Harth eingepfarrt war, wohin auch die Kinder eingeschult wurden. Die Herrschaft Geras besaß die Ortsobrigkeit, besorgte die Konskription und die Herrschaft Drosendorf übte die Landgerichtsbarkeit aus. Die Untertanen und Grundholde des Ortes gehörten den Herrschaften Geras, Pernegg, Wildberg und Eggenburg. Laut Adressbuch von Österreich waren im Jahr 1938 in der Ortsgemeinde Sieghartsreith ein Gastwirt, zwei Gemischtwarenhändler, eine Milchgenossenschaft und ein Schmied ansässig.